# 程野インターチェンジ
程野インターチェンジ（ほどのインターチェンジ）は、長野県飯田市に建設中の三遠南信自動車道（小川路峠道路）のインターチェンジである。飯田方面のみ接続のハーフインターチェンジとなる予定。名称は仮称である。
2022年（令和4年）現在、当ICから1.2km、喬木IC寄りに仮出入口(北緯35度26分27秒 東経137度59分29秒 / 北緯35.440910111196度 東経137.99143099941度座標: 北緯35度26分27秒 東経137度59分29秒 / 北緯35.440910111196度 東経137.99143099941度)が設置されている。

## 道路
- E69 三遠南信自動車道

## 接続する道路
- 国道152号

## 周辺
- しらびそ高原
- 遠山郷
- 道の駅遠山郷

## 歴史
- 1994年（平成6年）3月29日 : 喬木IC - 国道152号仮接続部間開通に伴い仮出入口供用開始

## 隣
E69 三遠南信自動車道
喬木IC - 矢筈TN - 国道152号仮接続部 - 程野IC - （計画中・小嵐IC方面）